# 오쿠타마역
오쿠타마역(일본어: 奥多摩駅)은 일본 도쿄도 니시타마군 오쿠타마정에 있는 철도역이다.
도쿄도에 위치한 역 중 가장 높은 지대(343m)에 위치하고 있다.

## 타는 곳
| 1·2 | ■ 오메 선 | 미타케・오메・하이지마・다치카와・신주쿠・도쿄 방면 |

## 역세권 정보
- 국도 411호선(오메 가도)
- 다마강
- 오쿠타마호

## 역사
- 1944년 7월 1일: 히카와역(일본어: 氷川駅, ひかわえき)으로서 영업 개시.
- 1971년 2월 1일: 오쿠타마역으로 역 명칭을 변경.

## 사진

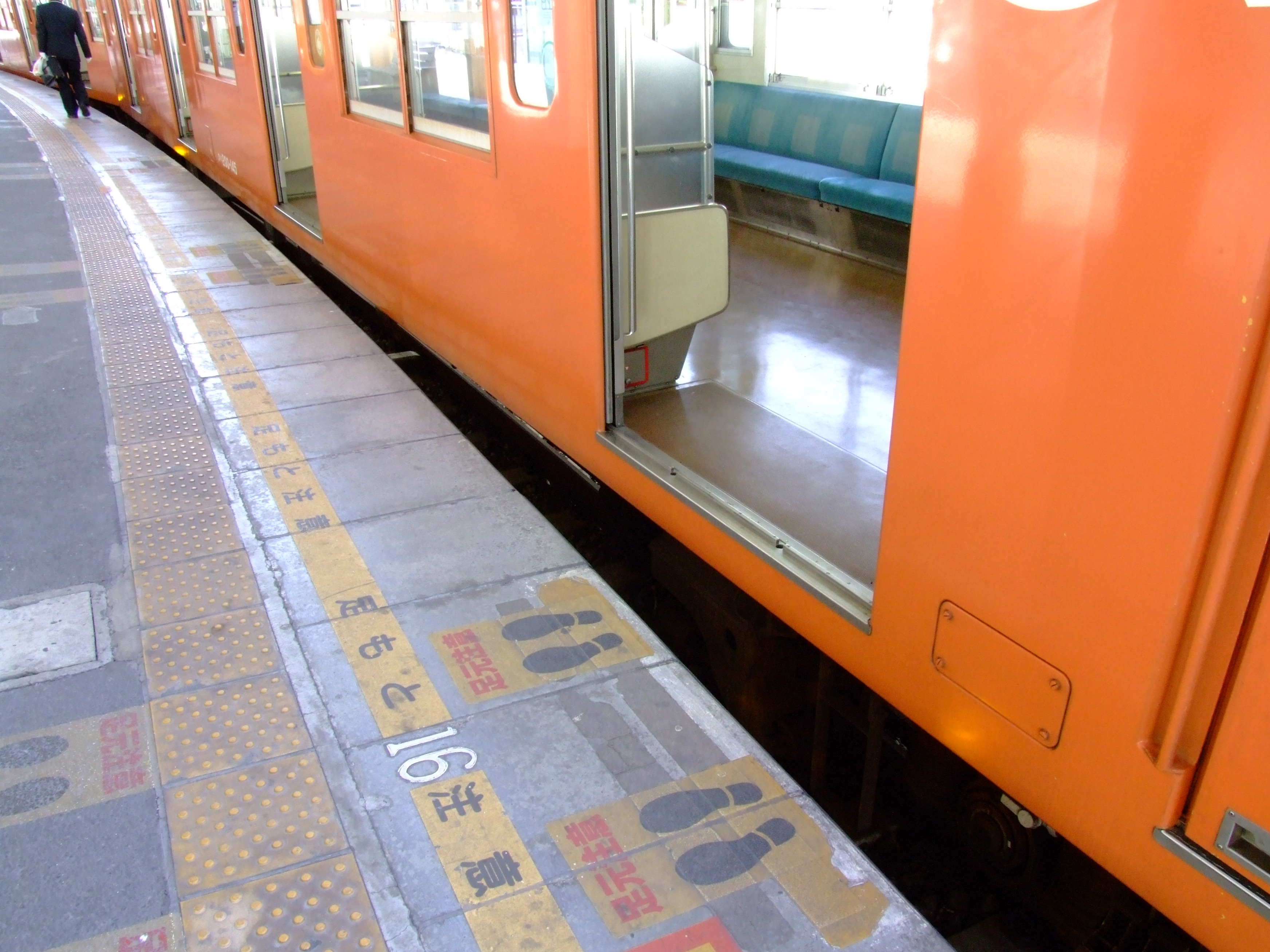
승강장과 전동차 사이가 벌어지는 곳이 있다.

## 인접역
| 동일본 여객철도 ■ 오메 선 | 동일본 여객철도 ■ 오메 선 | 동일본 여객철도 ■ 오메 선 |
| ------------------------- | ------------------------- | ------------------------- |
| 시로마루 오메 방면        |                           | (시종점역)                |